# Erik Eklund (skeppsbyggnadsingenjör)
Erik Eklund är en svensk civilingenjör, företagsledare samt sedan 2024 generaldirektör för Sjöfartsverket.
Erik Eklund utbildade sig 1993–1994 på Luleå tekniska högskola och 1994–1998 inom farkostteknik, med inriktning skeppsbyggnadsteknik, på Kungliga Tekniska högskolan i Stockholm, med civilingenjörsexamen 1998. Han har arbetat i organisationer inom sjöfartsområdet på Transportstyrelsen och Sjöfartsverket.
Han var 2015–2019 avdelningschef på Svenska institutet för standarder (SIS) och var 2022–2024 ansvarig för utvecklingen av kommersiella fartyg på Candela Technology AB, innan han i juni 2024 tillträdde som generaldirektör på Sjöfartsverket.